# Desmopachria phacoides
Desmopachria phacoides är en skalbaggsart som beskrevs av Guignot 1950. Desmopachria phacoides ingår i släktet Desmopachria och familjen dykare. Inga underarter finns listade i Catalogue of Life.